# Interiør
Interiør fra latin: inter (inde, inden i, indendørs) anvendes i dag om det indre i fx boliger, bygninger og befordringsmidler, specielt når det gælder udformning og detaljer.
Interiørbilleder skildrer rum, med møbler og udstyr på en måde som gør eventuelle levende væsener som er med, til en del af helheden. Billederne kan også vise detaljer af udformningen.